# Verfeuil
Verfeuil – miejscowość i gmina we Francji, w regionie Oksytania, w departamencie Gard.
Według danych na rok 1990 gminę zamieszkiwało 460 osób, a gęstość zaludnienia wynosiła 18 osób/km² (wśród 1545 gmin Langwedocji-Roussillon Verfeuil plasuje się na 535. miejscu pod względem liczby ludności, natomiast pod względem powierzchni na miejscu 267.).